# Selva di Val Gardena

Selva di Val Gardena e il grupo Sella

Selva di Val Gardena es una localidad y comune italiana de la provincia de Bolzano, región de Trentino-Alto Adigio, con 2.632 habitantes.

## Evolución demográfica
| Gráfica de evolución demográfica de Selva di Val Gardena entre 1861 y 2001 |
|                                                                            |
| Fuente ISTAT - elaboración gráfica de Wikipedia                            |